# Szántó Imre (fényképész)
Szántó Imre (Imre von Santho) Budapest, 1900 – Budapest,  1945) fényképész, divatfotográfus

## Életútja, munkássága
Fotóriporterként kezdte a pályáját, majd tehetsége révén egyre feljebb került a ranglétrán. 1928-ban már a Magyar Magazin állandó munkatársa, ahol nem csak fényképeivel szerepelt, hanem képszerkesztői minőségében is debütált.  Szigorú, zárt kompozíciói, a kor modern "Bauhaus"-i képszerkesztésekhez állt közel.  Lényegre törő, dinamikus, izgalmas fényképek sokaságát készítette el. 1929-től német magazinok részére dolgozik. Életteli divatfényképeiben döntő szerep jut a kompozíciónak, amelyeket szerencsésen ötvöz a modellek oldott és felszabadult, őszinte megnyilvánulásaival.  Berlinben a Tiergartenstrasse 10. szám alatt működött műterme, majd  1932-1933 között a Kaiserdamm 44. szám alatti műtermében dolgozott. Hitler hatalomra kerülése után elhagyta Németországot, átköltözött Bécsbe, ahol a Schostal-képügynökség képviselte érdekeit.  Amikor 1945 után Angelo (Funk Pál) fotóakadémiáján tanárként szóba kerül a neve. 1945-ben öngyilkos lett.

## Képgaléria

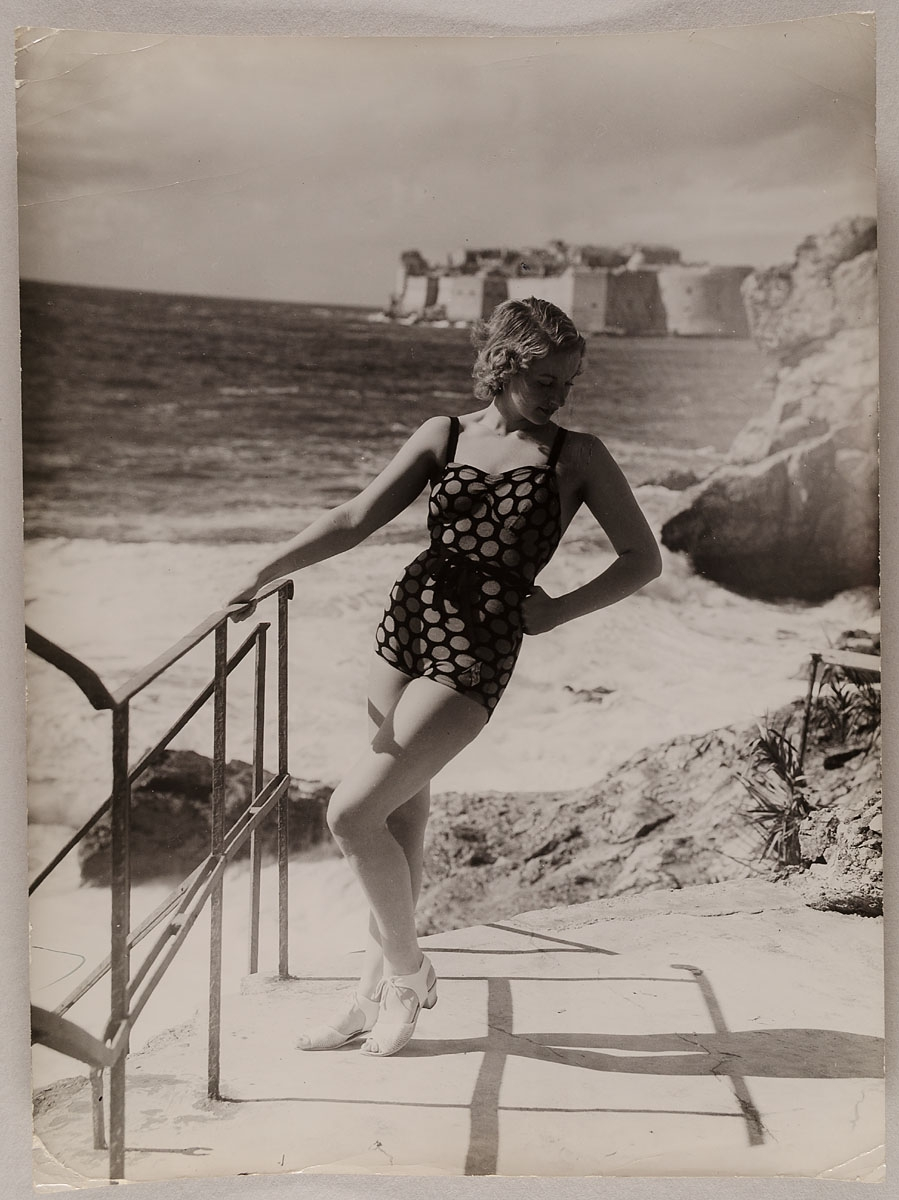
Karin Stilke (1937 és 1941 között)
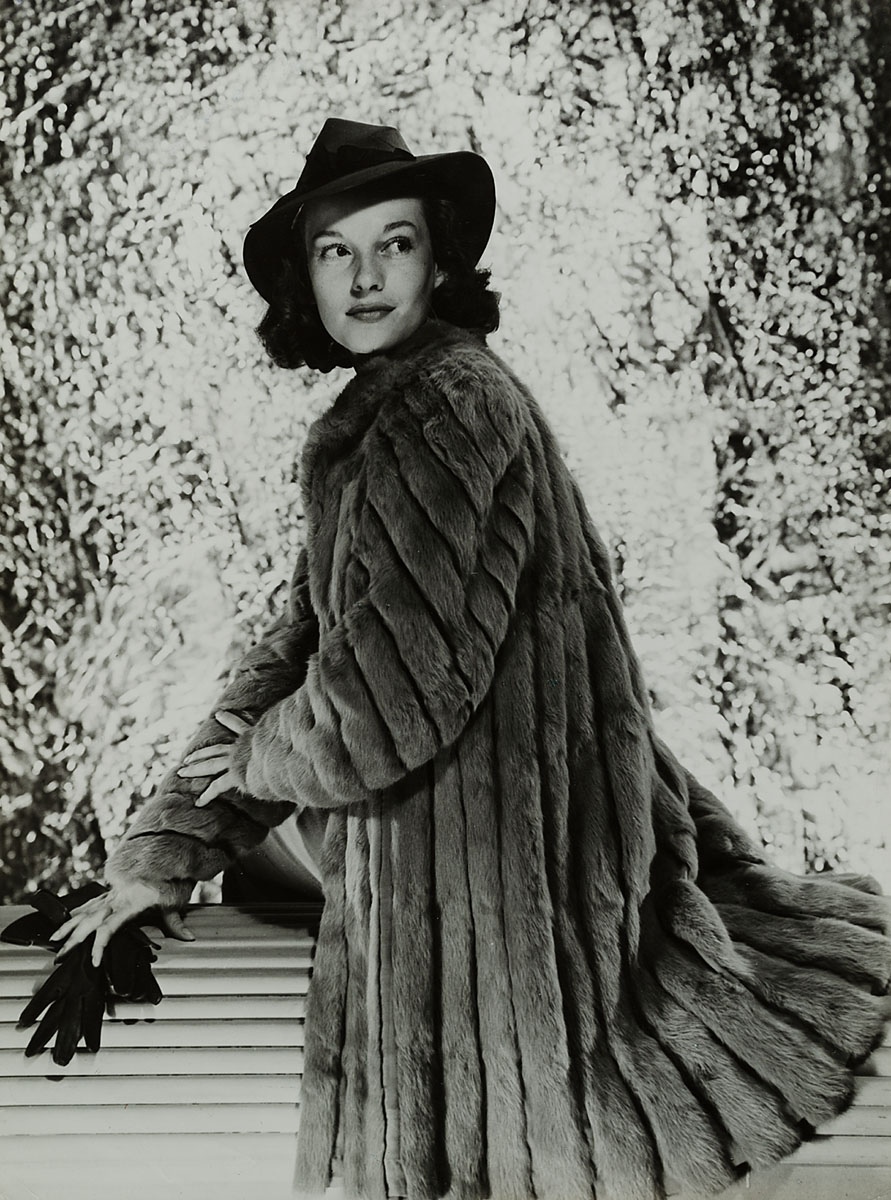
Karin Stilke (1937–1941)
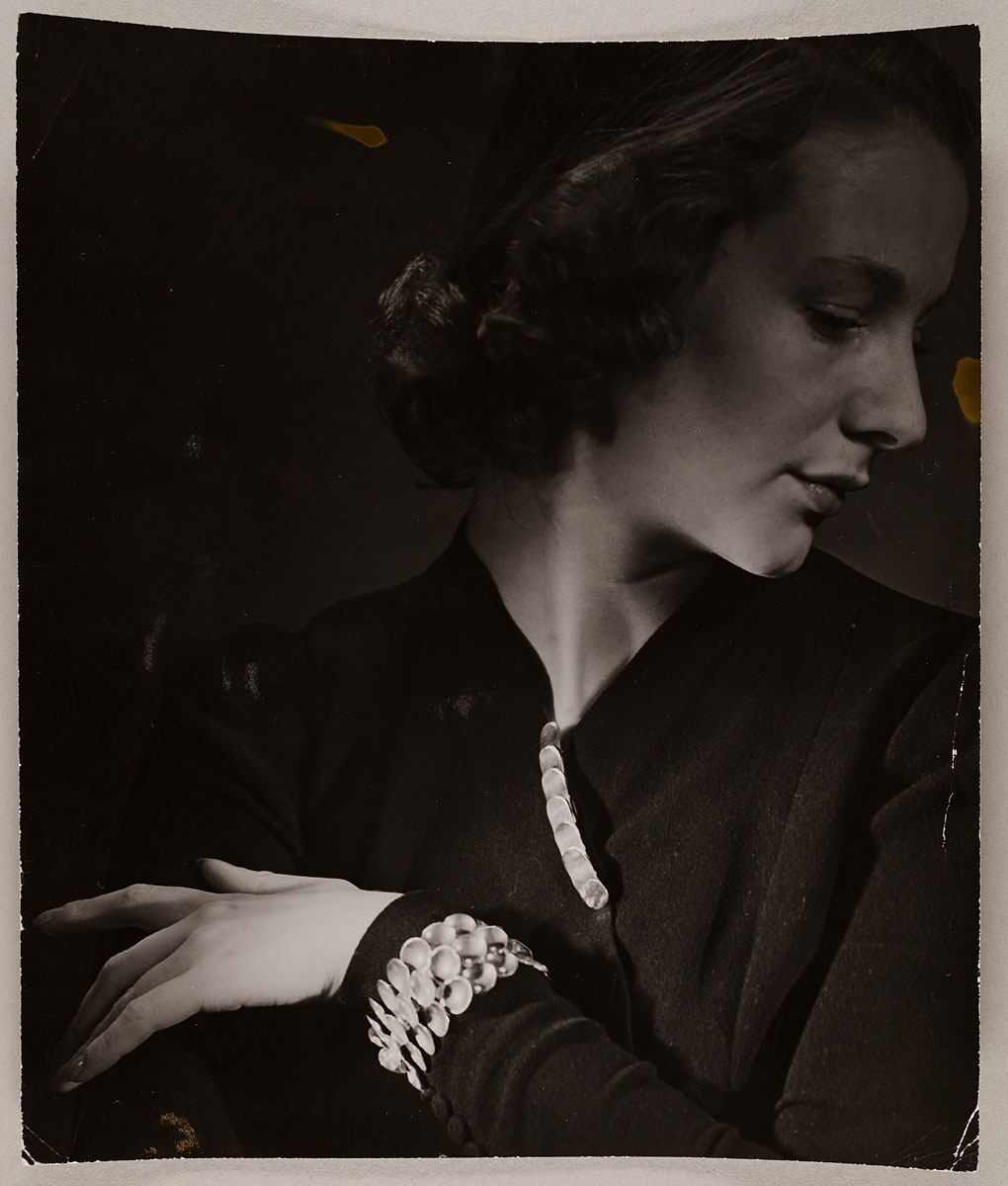
Karin Stilke (1937–1942)
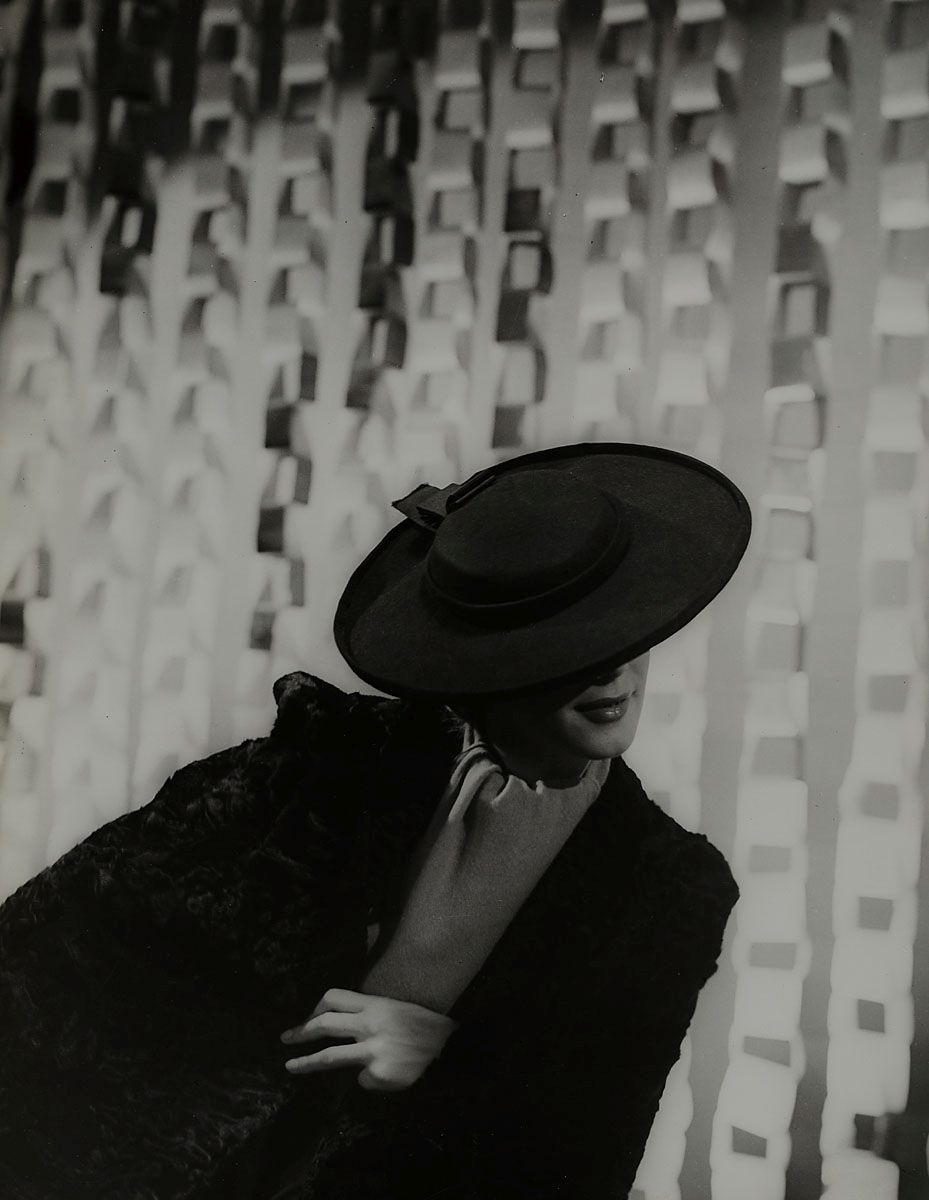
Kalapos hölgy (Berlin, 1936 és 1945 között)